# Psittanthura egregia
Psittanthura egregia là một loài chân đều trong họ Leptanthuridae. Loài này được Wägele miêu tả khoa học năm 1985.